# Acetato de polivinila
Poli(acetato de vinila) PVAc (português brasileiro) ou Acetato de Polivinilo (português europeu) é um polímero sintético, termoplástico, insípido e inodoro da família dos ésteres polivinílicos. Por isso, é muito utilizado na indústria para a produção de cola de madeira, tinta, materiais de construção, etc. Ele é preparado pela polimerização do acetato de vinila. Além disso, ele é o usado para produzir o Poli(álcool polivinílico) PVA, pois não é viável produzir o PVA a partir do seu monômero, que é instável. Ele foi descoberto na Alemanha pelo Dr. Fritz Klatte em 1912.
O PVAc é vendido como uma emulsão em água, como um adesivo para materiais porosos, como a madeira. De fato, é muito usado para colar derivados da madeira. A "cola branca" ou cola escolar e a "cola amarela" pode ser usada para colar madeira, como isolante, como aditivo para cal, ou como recobrimento protector alimentar para o tratamento externo durante a maturação dos queijos. Experimentalmente tenta-se a incorporação de PVAc em argamassas.

## Histórico
O PVAc foi patenteado por um químico alemão chamado Fritz Klatte em 1912. 
Klatte queria obter uma resina sólida a partir da polimerização do cloro acetato de vinila (C4H5ClO2), mas a reação formou o PVAc, o poli(álcool vinílico) PVA e o poli(vinil butiral) PVB. Somente em 1920, na Alemanha, iniciou-se a produção de PVAc para fins comerciais. 

## Propriedades
O PVAc possui as seguintes características:
- Amorfo[2]
- Termoplástico[2]
- Neutro[2]
- Insípido[2]
- Inodoro[2]
- Atóxico[2]
- Índice de Refração igual a 1,47[2]
- Densidade de 1,19 g.cm^-3 a 20ºC[2]
- Absorção de água de 3%[2]
- Adesivo [3]
- Temperatura de transição vítrea de 28 a 31ºC[2]
- Ponto de Amolecimento de 35 a 50ºC[2]

Somente o PVAc atático e o amorfo são disponibilizados comercialmente.

## Reação de Síntese do PVAc
A reação mais importante de síntese do PVAc é a polimerização por adição iniciada por radicais livres em que o reagente é o acetato de vinila (VA). A reação de polimerização por adição iniciada por radicais livres é dividida em três etapas: iniciação, propagação e terminação.

### Iniciação
Na etapa de iniciação, há a clivagem da ligação covalente que forma os radicais [Eq. 1]. os radicais são adicionados à dupla ligação do acetato de vinila, o que forma novos radicais [Eq. 2].

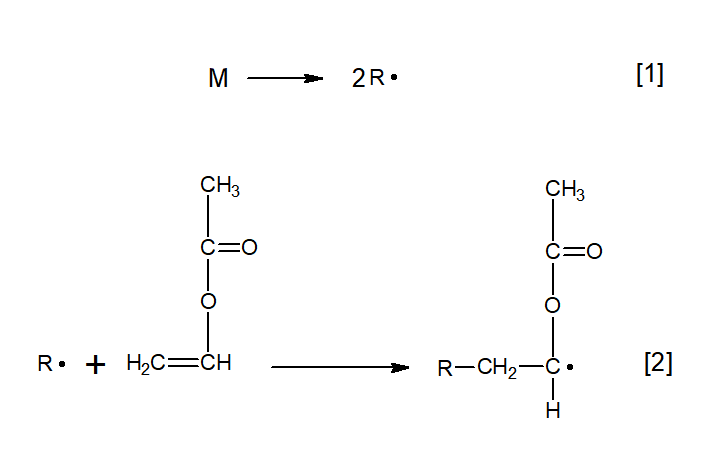
Equações da etapa de iniciação

### Propagação
Na etapa de propagação, os monômeros têm suas moléculas atacadas pelos radicais poliméricos. O radical polimérico ataca as duplas ligações dos monômeros. Consequentemente, ocorre o crescimento da cadeia polimérica e as reações de transferência de cadeia [Eq. 3]. Nesta etapa, há o crescimento da massa molar do polímeros.

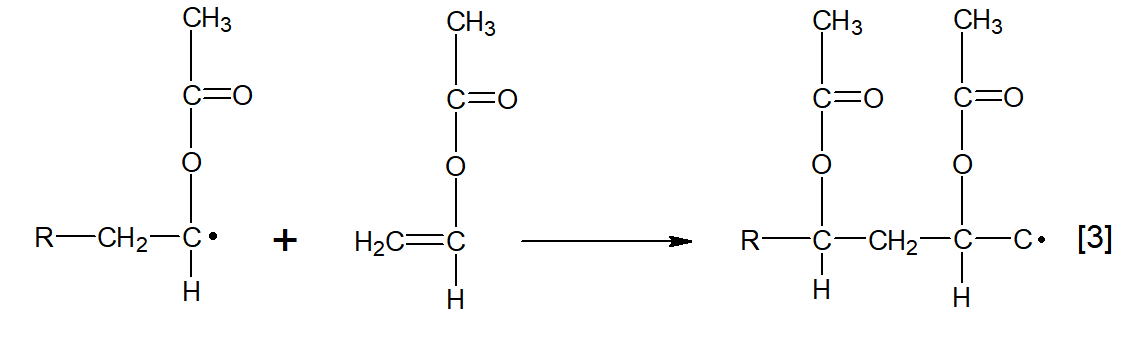
Equação da etapa de propagação

### Terminação
Na etapa de terminação, as reações de combinação [Eq. 4] e de desproporcionamento [Eq. 5] podem ocorrer e o radical polimérico crescente encontra outros radicais.

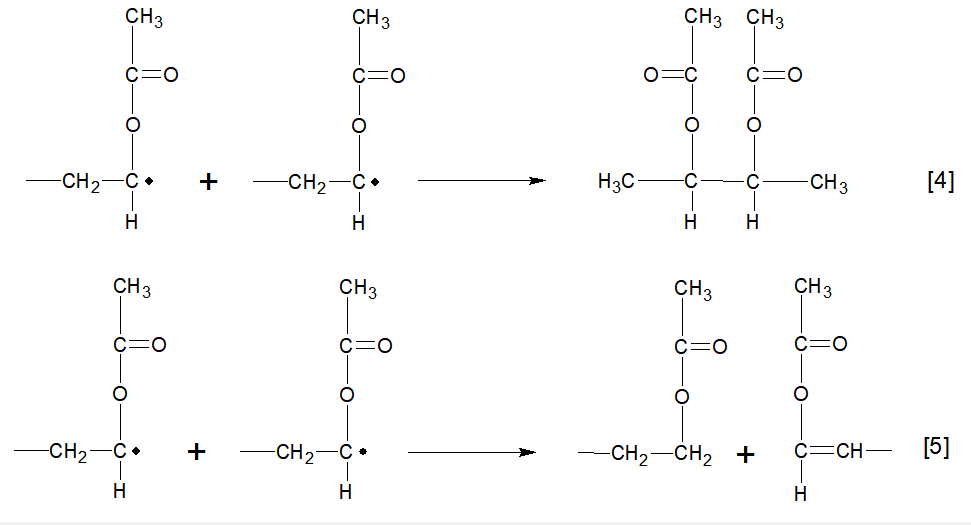
Equações da etapa de terminação

## Técnicas de Polimerização do PVAc

### Polimerização em massa
Nesta técnica, é necessário o monômero, um iniciador e, dependendo do caso, um agente de transferência para controlar a massa molar. A vantagem dessa técnica é a pureza e alta massa molar do polímero resultante. Essa técnica, porém, tem como desvantagem ser fortemente exotérmica, difícil dissipação calor, difícil controle de temperatura e a necessidade de grande energia de ativação.

### Polimerização em solução
Na polimerização em solução, o monômero, o catalisador e o solvente são misturados formando uma solução que reaja sem aquecimento ou resfriamento. A vantagens dessa técnica seria a melhor transferência de calor devido à baixa viscosidade do polímero resultante. No entanto, essa técnica tem desvantagens como a baixa massa molar, difícil remoção do solvente e baixa conversão do monômero.

### Polimerização por emulsão
Na polimerização por emulsão, adiciona-se o monômero, o surfactante, o iniciador solúvel em água e o agente de transferência. As vantagens dessa técnica seria a alta dissipação de calor, formação de polímeros com alta massa molar e alto rendimento. Uma das desvantagens é o aumento de custo para separar o polímero da fase aquosa .

## Aplicações
O PVAc é muito empregado na forma de dispersão em água para produzir a cola de madeira e tinta látex. A cola de madeira pode ser utilizada com a finalidade de se fazer home repair para consertos em pequenos objetos e pequenas reformas em casa. A tintas látex têm grandes vantagens para quem faz home repair, pois elas são estáveis, secam rapidamente e têm um custo relativamente baixo. Por ser atóxico, o PVAc não é nocivo para o homem. Assim, é adequado para o uso casual.
Outra aplicação importante muito presente no cotidiano seria o uso do PVAc como um dos componentes para produzir o chiclete. O PVAc também é utilizado melhorar materiais de construção. A emulsão de PVAc misturada com o cimento Portland aumenta a sua resistência mecânica. O PVAc, além disso, é usado para dar mais consistência para tecidos de algodão e fibras sintéticas. As emulsões de PVAc também podiam ser usadas para conferir mais tenacidade e flexibilidade para os revestimentos de papel.

## Reciclagem
Como já mencionado, o PVAc faz parte da composição do chiclete, o qual é muitas vezes descartado de maneira inadequada, piora a aparência dos espaços públicos e pode ser um risco para a vida dos animais. Surgiram, então, maneiras para se reciclar o chiclete, como construir estátuas e produzir tênis a partir de pedaços de chiclete coletados nas ruas.